# Secours en mer de Nice
Le Secours en mer de Nice a été créé en 1971, à la suite du corps d'intervention nautique des Sapeurs-Pompiers.
Celui-ci, fondé au lendemain de la Seconde Guerre mondiale, est le premier du genre en France. 

## Histoire
Le Secours en mer de Nice a été créé sous l'impulsion du colonel Roger Arlot. Celui-ci a notamment permis le déploiement du caisson mobile d’oxygénothérapie hyperbare pour le traitement des victimes d’accident de décompression.
C'est par ailleurs à Nice, au début des années 1960, que les premiers plongeurs français de la sécurité civile ont été formés.
Le Secours en mer de Nice a d'autre part développé des activités  de test et d'exploration dans le monde nautique et sous-marin. Ainsi, les professionnels et volontaires de Nice sous l’impulsion du lieutenant Arlot, ont testé avec le centre Marineland d'Antibes les capacités de sauvetage des dauphins. Les équipes ont mis au point des mini sous-marins humides et emploient des équipements avec caméras étanches pour les recherches de noyés à des profondeurs inaccessibles aux plongeurs.
Le Secours en mer  de Nice fait partie des trois premiers centres de secours en France équipés de « caissons monoplaces de recompression » (avec Cannes et Marseille).

## Activités
Le Secours en mer de Nice a pour vocation à secourir les personnes en danger, en mer, dans les ports et sur les côtes.
L'organisme est amené à participer à des missions de service public dans son domaine de compétence.
Cette action  permet de garantir la sécurité des nageurs, plaisanciers et plongeurs sous-marins.
En 2014, ce sont 12 754 interventions qui ont été réalisées par ces équipes, dont 157 pour venir en aide à des nageurs en difficulté, et plus de 5 700 pour des piqûres de méduses et blessures. 47 personnes en phase de noyade ont été sauvées.

## Moyens nautiques
Le dispositif, qui dépend du Service départemental d’incendie et de secours des Alpes-Maritimes (SDIS 06), déploie 37 postes de secours sur 7 communes.
À Nice, le Secours en mer dispose de deux vedettes (support plongée, surveillance plan d’eau Canadairs, service sécurité, petits feux de bateaux), deux barques inondations (embarcation légère transportable pour inondation), deux embarcations semi-rigides (secours côtier, support plongée, surveillance plan d’eau).
Il dispose également d'une « base plongeurs », dite de la Tour Rouge, située sur le port de Nice. 
Considérée comme le QG des opérations du Secours en mer de Nice, la base de la Tour rouge est dirigée par le lieutenant hors classe Stephane Niollon, chef du Groupement d'Intervention Nautique des Sapeurs pompiers.

## Effectifs
Au total, le Secours en mer des Alpes-Maritimes est assuré par 353 sapeurs-pompiers (dont 213 saisonniers) auxquels il faut ajouter les 110 surveillants permanents de l’espace côtier, qui tous répondent à des critères de qualification et de formation extrêmement rigoureux.